# Kum Tepe
Kum Tepe es el más antiguo asentamiento permanente en la Tróade, en el noroeste de la región de Anatolia, donde posteriormente se construyó Troya. Kum Tepe tiene cuatro capas, Kumtepe IA, IB, IC y II. Las dos últimas han sido perturbadas en gran medida en el siglo XX. La IA restante y relativamente inalterada y la IB son de especial interés para los arqueólogos, ya que estas son más antiguas que otros asentamientos de la región.
Alrededor de 4800 a. C., se fundó el primer asentamiento en Kum Tepe. Los habitantes vivían de la pesca, y su dieta incluía ostras. Los muertos eran enterrados, pero no tenían grandes ajuares funerarios. Aunque Kum Tepe pertenece al Neolítico, estuvo ocupada durante la Edad del Cobre. Hacia el 4500 a. C., el asentamiento fue abandonado.
Sobre el 3700 a. C., nuevos colonos llegaron a Kum Tepe. La gente de esta nueva cultura, Kum Tepe B, construyó casas relativamente grandes con varias habitaciones, con a veces un pórtico. También practicaban la ganadería y la agricultura. Los principales animales domésticos eran cabras y ovejas, criados no solo por la carne, sino por la leche y lana. Conocían el plomo, el cobre y el bronce. Poco después del 3000 a. C., Yassıtepe e Hisarlik (Troya) fueron colonizadas probablemente por Kum Tepe.